# Temporada da IndyCar Series de 2016
A temporada da Verizon IndyCar Series de 2016 foi a vigésima-primeira temporada da categoria. Disputada entre 13 de março e 18 de setembro, com destaque para a centésima edição das 500 Milhas de Indianápolis. Teve como campeão o francês Simon Pagenaud, da Penske.
Outro destaque foi a inclusão dos circuitos de Phoenix e Elkhart Lake, que voltaram a sediar provas da categoria depois de um longo período de ausência, substituindo as provas de Nova Orleans e Fontana. O Grande Prêmio de Boston, que seria disputado em 4 de setembro, foi cancelado após a relação entre os organizadores da prova e as autoridades políticas da cidade ficar "insustentável". Para seu lugar, a Indy escolheu o circuito de Watkins Glen, que voltou a receber provas da categoria após 6 anos de ausência.

## Calendário
| Prova | Nome da corrida                         | Circuito                                   | Local                     | Data                     |
| ----- | --------------------------------------- | ------------------------------------------ | ------------------------- | ------------------------ |
| 1     | Firestone Grand Prix of St. Petersburg  | Ruas de St. Petersburg                     | St. Petersburg, Flórida   | 13 de março              |
| 2     | Phoenix Grand Prix 250                  | Phoenix International Raceway              | Avondale, Arizona         | 2 de abril               |
| 3     | Toyota Grand Prix of Long Beach         | Ruas de Long Beach                         | Long Beach, Califórnia    | 17 de abril              |
| 4     | Honda Indy Grand Prix of Alabama        | Barber Motorsports Park                    | Birmingham, Alabama       | 24 de abril              |
| 5     | Angie's List Grand Prix of Indianapolis | Indianapolis Motor Speedway (trecho misto) | Speedway, Indiana         | 14 de maio               |
| 6     | 100th Indianapolis 500                  | Indianapolis Motor Speedway                | Speedway, Indiana         | 29 de maio               |
| 7     | Chevrolet Indy Dual in Detroit (1)      | Belle Isle Park                            | Detroit, Michigan         | 4 de junho               |
| 8     | Chevrolet Indy Dual in Detroit (2)      | Belle Isle Park                            | Detroit, Michigan         | 5 de junho               |
| 9     | Firestone 600                           | Texas Motor Speedway                       | Fort Worth, Texas         | 12 de junho127 de agosto |
| 10    | Grand Prix of Road America              | Road America                               | Elkhart Lake, Wisconsin   | 26 de junho              |
| 11    | Iowa Corn Indy 300                      | Iowa Speedway                              | Newton, Iowa              | 10 de julho              |
| 12    | Honda Indy Toronto                      | Exhibition Place                           | Toronto, Ontário          | 17 de julho              |
| 13    | Honda Indy 200                          | Mid-Ohio Sports Car Course                 | Lexington, Ohio           | 31 de julho              |
| 14    | Pocono IndyCar 500 fueled by Sunoco     | Pocono Raceway                             | Long Pond, Pensilvânia    | 21 de agosto             |
| 15    | GP de Watkins Glen                      | Watkins Glen International                 | Watkins Glen, Nova Iorque | 4 de setembro            |
| 16    | GoPro Grand Prix of Sonoma              | Sonoma Raceway                             | Sonoma, Califórnia        | 18 de setembro           |

- Circuitos ovais
- Circuitos de rua temporários
- Circuitos mistos permanentes

↑1 Devido às chuvas que afetaram a região de Fort Worth, o GP do Texas foi transferido para o dia 12 de junho, uma vez que o asfalto do circuito não secou em tempo hábil. Na volta 71, a chuva voltou a cair, forçando a Indy a adiar novamente a prova, desta vez para 27 de agosto, 6 dias após o GP de Pocono.

## Equipes e pilotos
| Equipe                                       | Motor     | No. | Piloto (s)          | Etapa (s)             |
| -------------------------------------------- | --------- | --- | ------------------- | --------------------- |
| A. J. Foyt Enterprises                       | Honda     | 14  | Takuma Sato         | Todas                 |
| A. J. Foyt Enterprises                       | Honda     | 35  | Alex Tagliani       | 5–6                   |
| A. J. Foyt Enterprises                       | Honda     | 41  | Jack Hawksworth     | Todas                 |
| Andretti Autosport                           | Honda     | 26  | Carlos Muñoz        | Todas                 |
| Andretti Autosport                           | Honda     | 27  | Marco Andretti      | Todas                 |
| Andretti Autosport                           | Honda     | 28  | Ryan Hunter-Reay    | Todas                 |
| Andretti Autosport                           | Honda     | 29  | Townsend Bell       | 6                     |
| Andretti-Herta Autosport with CURB/Agajanian | Honda     | 98  | Alexander Rossi (R) | Todas                 |
| Ed Carpenter Racing                          | Chevrolet | 6   | J. R. Hildebrand    | 5–6                   |
| Ed Carpenter Racing                          | Chevrolet | 20  | Ed Carpenter        | 2, 6, 9, 11, 14       |
| Ed Carpenter Racing                          | Chevrolet | 20  | Spencer Pigot       | 7–8, 10, 12–13, 15–16 |
| Ed Carpenter Racing                          | Chevrolet | 21  | Josef Newgarden     | Todas                 |
| Chip Ganassi Racing                          | Chevrolet | 8   | Max Chilton (R)     | Todas                 |
| Chip Ganassi Racing                          | Chevrolet | 9   | Scott Dixon         | Todas                 |
| Chip Ganassi Racing                          | Chevrolet | 10  | Tony Kanaan         | Todas                 |
| Chip Ganassi Racing                          | Chevrolet | 42  | Charlie Kimball     | 6                     |
| Chip Ganassi Racing                          | Chevrolet | 83  | Charlie Kimball     | 1-5, 7-15             |
| Dale Coyne Racing                            | Honda     | 18  | Conor Daly (R)      | 1-12, 14-16           |
| Dale Coyne Racing                            | Honda     | 88  | Conor Daly (R)      | 13                    |
| Dale Coyne Racing                            | Honda     | 19  | Luca Filippi        | 1-4, 11               |
| Dale Coyne Racing                            | Honda     | 19  | Gabby Chaves        | 5-10, 14              |
| Dale Coyne Racing                            | Honda     | 19  | RC Enerson (R)      | 12, 15-16             |
| Dale Coyne Racing                            | Honda     | 19  | Pippa Mann          | 13                    |
| Dale Coyne Racing                            | Honda     | 63  | Pippa Mann          | 6                     |
| Dreyer & Reinbold Racing                     | Honda     | 24  | Sage Karam          | 6                     |
| Jonathan Byrd's Racing                       | Chevrolet | 88  | Bryan Clauson       | 6                     |
| KVSH Racing                                  | Chevrolet | 11  | Sébastien Bourdais  | Todas                 |
| KVSH Racing                                  | Chevrolet | 25  | Stefan Wilson (R)   | 6                     |
| PIRTEK Team Murray                           | Chevrolet | 61  | Matthew Brabham (R) | 5–6                   |
| Lazier Burns Racing                          | Chevrolet | 4   | Buddy Lazier        | 6                     |
| Rahal Letterman Lanigan Racing               | Honda     | 15  | Graham Rahal        | Todas                 |
| Rahal Letterman Lanigan Racing               | Honda     | 16  | Spencer Pigot (R)   | 1, 5–6                |
| Schmidt Peterson Motorsports                 | Honda     | 5   | James Hinchcliffe   | Todas                 |
| Schmidt Peterson Motorsports                 | Honda     | 7   | Mikhail Aleshin     | Todas                 |
| Schmidt Peterson Motorsports                 | Honda     | 77  | Oriol Servià        | 6                     |
| Team Penske                                  | Chevrolet | 2   | Juan Pablo Montoya  | Todas                 |
| Team Penske                                  | Chevrolet | 3   | Hélio Castroneves   | Todas                 |
| Team Penske                                  | Chevrolet | 12  | Oriol Servià        | 1                     |
| Team Penske                                  | Chevrolet | 12  | Will Power          | 2–16                  |
| Team Penske                                  | Chevrolet | 22  | Simon Pagenaud      | Todas                 |

## Resultados
| Etapa | Corrida                | Pole position     | Volta mais rápida | Líder por mais voltas | Vencedor           | Vencedor                | Vencedor  | Detalhes                                           |
| Etapa | Corrida                | Pole position     | Volta mais rápida | Líder por mais voltas | Piloto             | Equipe                  | Motor     | Detalhes                                           |
| ----- | ---------------------- | ----------------- | ----------------- | --------------------- | ------------------ | ----------------------- | --------- | -------------------------------------------------- |
| 1     | St. Petersburg         | Simon Pagenaud1   | Josef Newgarden   | Simon Pagenaud        | Juan Pablo Montoya | Team Penske             | Chevrolet | 2016 Firestone Grand Prix of St. Petersburg        |
| 2     | Phoenix Grand Prix 250 | Hélio Castroneves | Tony Kanaan       | Scott Dixon           | Scott Dixon        | Chip Ganassi Racing     | Chevrolet | 2016 Desert Diamond West Valley Phoenix Grand Prix |
| 3     | Long Beach             | Hélio Castroneves | Charlie Kimball   | Hélio Castroneves     | Simon Pagenaud     | Team Penske             | Chevrolet | Detalhes                                           |
| 4     | Birmingham             | Simon Pagenaud    | Scott Dixon       | Simon Pagenaud        | Simon Pagenaud     | Team Penske             | Chevrolet | 2016 Honda Grand Prix of Alabama                   |
| 5     | Indianapolis GP        | Simon Pagenaud    | Alexander Rossi   | Simon Pagenaud        | Simon Pagenaud     | Team Penske             | Chevrolet | 2016 Grand Prix of Indianapolis                    |
| 6     | Indianapolis 500       | James Hinchcliffe | Alexander Rossi   | Ryan Hunter-Reay      | Alexander Rossi    | Andretti-Herta          | Honda     | 500 Milhas de Indianápolis de 2016                 |
| 7     | Detroit 1              | Simon Pagenaud    | Scott Dixon       | Simon Pagenaud        | Sébastien Bourdais | KVSH Racing             | Chevrolet | Detroit Indy Grand Prix de 2016                    |
| 8     | Detroit 2              | Simon Pagenaud    | Josef Newgarden   | Simon Pagenaud        | Will Power         | Team Penske             | Chevrolet | Detroit Indy Grand Prix de 2016                    |
| 9     | Texas                  | Carlos Muñoz      | Scott Dixon       | James Hinchcliffe     | Graham Rahal       | Rahal Letterman Lanigan | Honda     | 2016 Firestone 600                                 |
| 10    | Road America           | Will Power        | Max Chilton       | Will Power            | Will Power         | Team Penske             | Chevrolet | 2016 Grand Prix of Road America                    |
| 11    | Iowa                   | Simon Pagenaud    | Josef Newgarden   | Josef Newgarden       | Josef Newgarden    | Ed Carpenter Racing     | Chevrolet | 2016 Iowa Corn Indy 250                            |
| 12    | Toronto                | Scott Dixon       | Hélio Castroneves | Scott Dixon           | Will Power         | Team Penske             | Chevrolet | 2016 Honda Indy Toronto                            |
| 13    | Mid-Ohio               | Simon Pagenaud    | Will Power        | Mikhail Aleshin       | Simon Pagenaud     | Team Penske             | Chevrolet | 2016 Honda Indy 200                                |
| 14    | Pocono                 | Mikhail Aleshin   | Will Power        | Mikhail Aleshin       | Will Power         | Team Penske             | Chevrolet | 2016 Pocono IndyCar 500                            |
| 15    | Watkins Glen           | Scott Dixon       | Tony Kanaan       | Scott Dixon           | Scott Dixon        | Chip Ganassi Racing     | Chevrolet | 2016 Camping World Grand Prix at The Glen          |
| 16    | Sonoma                 | Simon Pagenaud    | Tony Kanaan       | Simon Pagenaud        | Simon Pagenaud     | Team Penske             | Chevrolet | 2016 Indy Grand Prix of Sonoma                     |

↑1 Will Power havia feito a pole-position para o GP de St. Petersburg, porém sua participação foi barrada pelos médicos, que suspeitavam de uma concussão (imediatamente descartada), fazendo com que Pagenaud herdasse o primeiro lugar no grid. Oriol Servià, que havia sido escalado para o warm-up, disputou a prova no lugar do australiano.

## Classificação
| Pos. | Piloto              | STP | PHX            | LBH | ALA | IGP | INDY | INDY | DET | DET | ROA | IOW | TOR | MDO | POC | TEX | WGL | SNM | Pts. |   |    |     |
| ---- | ------------------- | --- | -------------- | --- | --- | --- | ---- | ---- | --- | --- | --- | --- | --- | --- | --- | --- | --- | --- | ---- | - | -- | --- |
| Pos. | Piloto              | 1   | Simon Pagenaud | 2*  | 2   | 1   | 1*   | 1*   | 8   | 19  | 13* | 2*  | 13  | 4   | 9   | 1   | 18  | 4   | Pts. | 7 | 1* | 655 |
| 2    | Will Power          | DNS | 3              | 7   | 4   | 19  | 6    | 10   | 20  | 1   | 1*  | 2   | 1   | 2   | 1   | 8   | 20  | 20  | 532  |   |    |     |
| 3    | Scott Dixon         | 7   | 1*             | 2   | 10  | 7   | 13   | 8    | 19  | 5   | 22  | 3   | 8*  | 22  | 6   | 19  | 1*  | 17  | 477  |   |    |     |
| 4    | Hélio Castroneves   | 4   | 11             | 3*  | 7   | 2   | 9    | 11   | 5   | 14  | 5   | 13  | 2   | 15  | 19  | 5   | 3   | 7   | 503  |   |    |     |
| 5    | Josef Newgarden     | 22  | 6              | 10  | 3   | 21  | 2    | 3    | 14  | 4   | 8   | 1*  | 22  | 10  | 4   | 22  | 2   | 6   | 502  |   |    |     |
| 6    | Tony Kanaan         | 9   | 4              | 6   | 8   | 25  | 18   | 4    | 9   | 7   | 2   | 7   | 4   | 12  | 9   | 3   | 19  | 13  | 461  |   |    |     |
| 7    | Graham Rahal        | 16  | 5              | 15  | 2   | 4   | 26   | 14   | 4   | 11  | 3   | 16  | 13  | 4   | 11  | 1   | 21  | 2*  | 483  |   |    |     |
| 8    | Carlos Muñoz        | 8   | 22             | 12  | 14  | 12  | 5    | 2    | 6   | 15  | 10  | 12  | 17  | 3   | 7   | 7   | 11  | 15  | 432  |   |    |     |
| 9    | Charlie Kimball     | 10  | 12             | 11  | 9   | 5   | 16   | 5    | 8   | 16  | 6   | 10  | 11  | 8   | 15  | 6   | 6   | 9   | 433  |   |    |     |
| 10   | James Hinchcliffe   | 19  | 18             | 8   | 6   | 3   | 1    | 7    | 18  | 21  | 14  | 9   | 3   | 5   | 10  | 2*  | 18  | 12  | 416  |   |    |     |
| 11   | Alexander Rossi (R) | 12  | 14             | 20  | 15  | 10  | 11   | 1    | 10  | 12  | 15  | 6   | 16  | 14  | 20  | 11  | 8   | 5   | 430  |   |    |     |
| 12   | Sébastien Bourdais  | 21  | 8              | 9   | 16  | 24  | 19   | 9    | 1   | 8   | 18  | 8   | 7   | 20  | 5   | 10  | 5   | 10  | 404  |   |    |     |
| 13   | Ryan Hunter-Reay    | 3   | 10             | 18  | 11  | 9   | 3    | 24*  | 7   | 3   | 4   | 22  | 12  | 18  | 3   | 13  | 14  | 4   | 428  |   |    |     |
| 14   | Juan Pablo Montoya  | 1   | 9              | 4   | 5   | 8   | 17   | 33   | 3   | 20  | 7   | 20  | 20  | 11  | 8   | 9   | 13  | 3   | 433  |   |    |     |
| 15   | Mikhail Aleshin     | 5   | 17             | 16  | 17  | 13  | 7    | 27   | 15  | 17  | 16  | 5   | 6   | 17* | 2*  | 16  | 22  | 11  | 347  |   |    |     |
| 16   | Conor Daly (R)      | 13  | 16             | 13  | 20  | 6   | 24   | 29   | 2   | 6   | 21  | 21  | 15  | 6   | 16  | 21  | 4   | 21  | 313  |   |    |     |
| 17   | Marco Andretti      | 15  | 13             | 19  | 12  | 15  | 14   | 13   | 16  | 9   | 12  | 14  | 10  | 13  | 12  | 12  | 12  | 8   | 339  |   |    |     |
| 18   | Takuma Sato         | 6   | 15             | 5   | 13  | 18  | 12   | 26   | 11  | 10  | 17  | 11  | 5   | 9   | 22  | 20  | 17  | 14  | 320  |   |    |     |
| 19   | Max Chilton (R)     | 17  | 7              | 14  | 21  | 14  | 22   | 15   | 21  | 22  | 20  | 19  | 18  | 16  | 13  | 15  | 10  | 16  | 267  |   |    |     |
| 20   | Jack Hawksworth     | 11  | 19             | 21  | 19  | 20  | 31   | 16   | 22  | 19  | 11  | 15  | 21  | 21  | 14  | 17  | 16  | 18  | 229  |   |    |     |
| 21   | Spencer Pigot (R)   | 14  |                |     |     | 11  | 29   | 25   | 17  | 18  | 9   |     | 19  | 7   |     |     | 15  |     | 149  |   |    |     |
| 22   | Gabby Chaves        |     |                |     |     | 17  | 21   | 20   | 12  | 13  | 19  | 17  |     |     |     | 14  |     |     | 121  |   |    |     |
| 23   | J. R. Hildebrand    |     |                |     |     | 22  | 15   | 6    |     |     |     |     |     |     |     |     |     |     | 84   |   |    |     |
| 24   | Oriol Servià        | 18  |                |     |     |     | 10   | 12   |     |     |     |     |     |     |     |     |     |     | 72   |   |    |     |
| 25   | Ed Carpenter        |     | 21             |     |     |     | 20   | 31   |     |     |     | 18  |     |     | 21  | 18  |     |     | 67   |   |    |     |
| 26   | Luca Filippi        | 20  | 20             | 17  | 18  |     |      |      |     |     |     |     | 14  |     |     |     |     |     | 61   |   |    |     |
| 27   | Townsend Bell       |     |                |     |     |     | 4    | 21   |     |     |     |     |     |     |     |     |     |     | 55   |   |    |     |
| 28   | Pippa Mann          |     |                |     |     |     | 25   | 18   |     |     |     |     |     |     | 17  |     |     |     | 46   |   |    |     |
| 29   | Matthew Brabham (R) |     |                |     |     | 16  | 26   | 22   |     |     |     |     |     |     |     |     |     |     | 37   |   |    |     |
| 30   | Alex Tagliani       |     |                |     |     | 23  | 33   | 17   |     |     |     |     |     |     |     |     |     |     | 35   |   |    |     |
| 31   | RC Enerson (R)      |     |                |     |     |     |      |      |     |     |     |     |     | 19  |     |     | 9   | 19  | 55   |   |    |     |
| 32   | Sage Karam          |     |                |     |     |     | 23   | 32   |     |     |     |     |     |     |     |     |     |     | 22   |   |    |     |
| 33   | Bryan Clauson       |     |                |     |     |     | 28   | 23   |     |     |     |     |     |     |     |     |     |     | 21   |   |    |     |
| 34   | Stefan Wilson       |     |                |     |     |     | 30   | 28   |     |     |     |     |     |     |     |     |     |     | 14   |   |    |     |
| 35   | Buddy Lazier        |     |                |     |     |     | 32   | 30   |     |     |     |     |     |     |     |     |     |     | 12   |   |    |     |
| Pos. | Piloto              | STP | PHX            | LBH | ALA | IGP | INDY | INDY | DET | DET | ROA | IOW | TOR | MDO | POC | TEX | WGL | SNM | Pts. |   |    |     |

| Cor         | Resultado                            |
| ----------- | ------------------------------------ |
| Ouro        | Vencedor                             |
| Prata       | 2º lugar                             |
| Bronze      | 3º lugar                             |
| Verde       | 4º–5º lugar                          |
| Azul-claro  | 6º–10º lugar                         |
| Azul-escuro | Completou a corrida (fora do Top 10) |
| Roxo        | Não completou a corrida              |
| Vermelho    | Não se classificou (DNQ)             |
| Marrom      | Retirou-se da corrida (Wth)          |
| Preto       | Desclassificado (DSQ)                |
| Branco      | Não largou (DNS)                     |
| Branco      | Abandonou (C)                        |
| Blank       | Não correu                           |

| Notas   |                                                                                               |
| Negrito | Pole position (1 ponto; exceto 500 Milhas)                                                    |
| Itálico | Volta mais rápida                                                                             |
| *       | Liderou mais voltas (2 pontos)                                                                |
| DNS     | Classificado para a corrida mas não largou (DNS), ganharia a metade da pontuação se largasse. |
| 1       | Treino cancelado Sem pontuação-bônus                                                          |
| (RY)    | Rookie do ano                                                                                 |
| (R)     | Rookie                                                                                        |